# Farnezen
Farnezen – organiczny związek chemiczny z grupy seskwiterpenów. Występuje w postaci 2 izomerów konstytucyjnych, α i β, różniących się położeniem jednego z wiązań podwójnych węgiel-węgiel. α-Farnezen to 3,7,11-trimetyl-1,3,6,10-dodekatetraen, a β-farnezen to 7,11-dimetyl-3-metylen-1,6,10-dodekatrien. Izomer alfa ma cztery, a izomer beta dwa  stereoizomery różniące się geometrią wiązań podwójnych.
Dwa stereoizomery α-farnezenu występują naturalnie, a spośród nich (E,E)-α-farnezen jest spotykany najczęściej. Jest to lotny związek zapachowy wielu roślin, między innymi jabłoni; jest odpowiedzialny za charakterystyczny zapach zielonych jabłek.
Jego utlenienie na powietrzu prowadzi do związków powodujących psucie owoców. Produkty utleniania niszczą błonę komórkową, co prowadzi do śmierci komórek na najbardziej zewnętrznej warstwie owocu.
Obydwa stereoizomery α są substancjami semiochemicznymi owadów. Pełnią one rolę feromonów alarmowych u termitów czy atraktantów, umożliwiających szkodnikom znajdowanie roślin (np. owocówka jabłkóweczka znajdująca jabłoń).
β-Farnezen ma jeden izomer występujący w przyrodzie, E, który jest składnikiem wielu olejków eterycznych. Jest także wydzielany przez mszyce jako feromon alarmowy w razie śmierci mszyc, w celu ostrzeżenia pozostałych osobników. Niektóre rośliny, jak na przykład różne gatunki ziemniaka, mają zdolność do biosyntezy tego związku jako naturalnego repelentu.